# سوزان همر
سوزان واکر همر (۲۱ دسامبر ۱۹۳۸). – ۷ مارس ۲۰۲۰) سیاستمدار آمریکایی و عضو حزب دموکرات بود که از سال ۱۹۹۱ تا ۱۹۹۹ شهردار سن خوزه، کالیفرنیا بود او شش بار به عنوان بهترین سیاستمدار محلی انتخاب شد. قبل از خدمت به عنوان شهردار، او از سال ۱۹۸۳ تا ۱۹۹۱ نماینده شورای شهر سن خوزه بود.
هامر در ۲۱ دسامبر ۱۹۳۸ در آلتادنا، کالیفرنیا به دنیا آمد. او در دانشگاه کالیفرنیا، برکلی تحصیل کرد. او با فیلیپ هامر وکیل ازدواج کرد و دارای سه فرزند و شش نوه بود. او در سال‌های آخر عمرش به بیماری آلزایمر مبتلا شد که در چند ماه آخر عمرش به سرعت پیشرفت کرد و در ۷ مارس ۲۰۲۰ به مرگ او منجر شد